# Masseo Vitali
Masseo Vitali (... – 20 giugno 1669) è stato un vescovo cattolico italiano.

## Biografia
Frate dell'Ordine francescano ed originario di Bergamo, confessore del Serenissimo Duca di Mantova, Carlo II Gonzaga, venne proposto a vescovo da Maria Gonzaga, reggente del ducato di Mantova e del Monferrato. Fu consacrato vescovo di Mantova l'11 febbraio 1646.
A lui si deve la costruzione della "Cappella del Santissimo Sacramento", tra il 1646 e il 1669, nella navata destra del Duomo.

## Genealogia episcopale
La genealogia episcopale è:
- Cardinale Tolomeo Gallio
- Vescovo Cesare Speciano
- Patriarca Andrés Pacheco
- Cardinale Agostino Spinola
- Cardinale Giulio Cesare Sacchetti
- Cardinale Giovanni Giacomo Panciroli
- Vescovo Masseo Vitali, O.F.M.